# Bermudas nos Jogos Pan-Americanos de 1959
As Bermudas competiu nos Jogos Pan-Americanos de 1959 em Chicago de 28 de agosto a 7 de setembro de 1959. O país não conquistou medalhas nesta edição, na sua primeira participação.